# Vitor Martins
Vitor Martins (* 23. März 1991 in Nova Friburgo, Bundesstaat Rio de Janeiro, Brasilien) ist ein brasilianischer Schriftsteller.

## Leben und Wirken
Vitor Martins wurde in Nova Friburgo geboren. Er ist auch als Journalist, Übersetzer und Illustrator tätig.
Als Autor gilt er als eine wichtige Stimme des brasilianischen Jugendromans. Er bedient das Genre von Young-Adult-Büchern. Seine Zielgruppe ist ein junges und queeres Publikum. Er versteht seine Literatur als eine, in der man sich wiedererkennen soll. 
Sein Roman 15 Tage sind für immer war in Brasilien ein Bestseller und wurde in mehrere Sprachen übersetzt, so ins Englische, Russische, Polnische und auch ins Deutsche. Der Roman ist auf Deutsch im One Verlag 2022 erschienen. 
Martins lebt in São Paulo. 

## Werke (Auswahl)
- Quinze dias, 2017, Roman.
- Um milhões de finales felices, 2018.
- Se a casa 8 falasse, 2021, Roman.
- Mais ou menos 9 horas, 2024, Roman.